# Matayba sylvatica
Matayba sylvatica är en kinesträdsväxtart som först beskrevs av Giovanni Casaretto, och fick sitt nu gällande namn av Ludwig Radlkofer. Matayba sylvatica ingår i släktet Matayba och familjen kinesträdsväxter. Inga underarter finns listade i Catalogue of Life.